# Не озирайся (фільм, 2009)
«Не озирайся» (фр. Ne te retourne pas) — французький кінотрилер 2009 року, знятий режисером Мариною де Ван, з Софі Марсо і Монікою Беллуччі у головних ролях. Фільм демонструвався поза конкурсом на Каннському кінофестивалі 2009 року.

## Сюжет
Жанна — письменниця та мати двох дітей, починає бачити незрозумілі зміни у її сім'ї, будинку, а також у своїй зовнішності; при цьому оточення жодних змін не помічає. Жанна впевнена, що це не просто результат втоми та стресу, як вважають її близькі. Якось, перебуваючи в будинку у своєї матері, Жанна знаходить фотографію, на якій, крім них, є ще й інша жінка, яку її мати назвала випадковою знайомою. Однак Жанна вирішує вирушити до Італії і розшукати цю жінку, тому що їй здається, що вона може пролити світло на зміни, що відбуваються з нею. А також розповісти більше про її дитинство, про яке вона нічого не пам'ятає, бо потрапила в автомобільну аварію. Там вона дізнається таємницю свого дитинства і перетвориться на іншу людину.

## У ролях
- Софі Марсо: Жанна
- Моніка Беллуччі: Жанна / Роза Марія
- Андреа Ді Стефано: Тео / Джанні
- Тьєррі Ньовік: Тео 2
- Бріджит Катільйон: Надя 1 / мати-італійка
- Сільві Гранотьє: Надя 2
- Августо Цуккі: Фабріціо
- Джованні Францоні: Енріко
- Вітторія Менеганті: шатенка, 11 років
- Франческа Мелуччі: блондинка, 9 років
- Дідьє Фламанд: Роберт
- Серена д'Амато: Донателла
- Адрієн де Ван: психіатр

## Знімальна група
- Режисер: Марина де Ван
- Сценарій: Марина де Ван, Жак Акшоті
- Художники: Веронік Сакрес
- Оператор: Домінік Колен
- Звук: Марк Бастьєн, Карло Тосс, Томас Годер
- Монтаж: Майк Фроментин
- Оператор: Жорж Діан
- Композитор: Люк Роллінгер
- Оператор: Лайонел Копп
- Спецефекти: Крао, Паскаль Жиру
- Продюсер: Патрік Собельман